# Microsoft Gaming
Microsoft Gaming es una división multinacional de entretenimiento digital estadounidense priopiedad de Microsoft. Microsoft Gaming es la responsable de producir las videoconsolas y servicios de la marca Xbox, también es la responsable del desarrollo, producción, publicación, investigación y desarrollo de videojuegos y en la recaudación de ventas (hardware, software y servicios) de la división Xbox y de sus tres subsidiarias publicadoras de juegos. Las tres subisidiarias publicadoras de juegos consiste en Xbox Game Studios, ZeniMax Media (empresa que posé la públicadora Bethesda Softworks) y Activision Blizzard (empresa quien controla las publicadoras Activision Publishing, Blizzard Entertainment y King), cada una de ellas publica juegos con sus respectivas marcas. La división fue organizada por el director ejecutivo actual Phil Spencer, responsable de liderar la división Xbox desde 2014.
Antes de 2022, Microsoft tenía varias áreas de líneas de productos relacionadas con videojuegos, incluido el hardware y operaciones de Xbox y estudios de desarrollo de juegos. Microsoft Gaming se creó en 2022 con el anuncio de los planes de Microsoft de adquirir Activision Blizzard para unificar todos los grupos de juegos de Microsoft en una sola división. Tras la finalización de la adquisición de Activision Blizzard en 2023, Microsoft Gaming convierte a Microsoft en la tercera empresa de juegos más grande del mundo por ingresos y el mayor empleador de videojuegos en los Estados Unidos.
La propiedad intelectual de la compañía incluye algunas de las franquicias de medios más populares, vendidas y de mayor recaudación de todos los tiempos, incluidas Call of Duty, Minecraft, Halo, Warcraft, The Elder Scrolls y Candy Crush. 

## Historia
Microsoft solo hizo algunos intentos de publicación de videojuegos desde los 80 y finales de los 90 para ordenadores personales. Tras el anuncio de la primera consola Xbox en los 2000 y tras ser lanzado en 2001, creó la subsidiaria Microsoft Game Studios (MGS) para publicar los primeros juegos desarrollados por sus estudios para su primera consola Xbox y para los sistemas operativos Windows. Dentro de Microsoft, la división de hardware de Xbox permaneció independiente.
El 18 de enero de 2022, Microsoft anunció que compraría Activision Blizzard por un precio en efectivo de 68.700 millones de dólares. Activision Blizzard, Xbox Game Studios y ZeniMax Media serán parte de Microsoft Gaming, la subsidiaria de juegos recientemente establecida de la compañía, dijo Microsoft simultáneamente. Según Phil Spencer, director ejecutivo de Microsoft Gaming, uno de los principales objetivos de la adquisición de Activision Blizzard era ingresar al espacio de los juegos móviles. El director ejecutivo de Activision Blizzard, Bobby Kotick, afirmó que la compañía aceptó la oferta para competir con las compañías de juegos emergentes de China y Japón, tener acceso a más talento y aprovechar la creciente demanda de la industria del juego. Microsoft Gaming ha firmado múltiples contratos de 10 años con empresas de videojuegos, como Sony, Nintendo, Nvidia, Boosteroid y Ubitus, para distribuir Call of Duty en sus plataformas durante los próximos diez años. Además, como resultado de la presión regulatoria por la adquisición de Activision Blizzard, Microsoft Gaming vendió los derechos de juegos en la nube de Activision Blizzard a Ubisoft por un período de 15 años. El 13 de octubre de 2023 se cerró el acuerdo tras una serie de dificultades regulatorias. La transacción tuvo un coste total de 75.400 millones de dólares. Como resultado, Microsoft superó a Tencent y Sony Interactive Entertainment para convertirse en el tercer mayor editor de videojuegos. Phil Spencer fundó Microsoft Gaming y asumió el liderazgo el día que se reveló la adquisición, con Matt Booty al frente de Xbox Game Studios. El rol de Spencer incluye todo el negocio global de entretenimiento interactivo de Microsoft en todos los dispositivos y servicios.

## Productos

### Dispositivos y Servicios
Microsoft Gaming desarrolla y produce una línea de consolas domésticas de la marca Xbox junto con los periféricos asociados. La compañía brinda soporte mediante el servicio online Xbox Network en sus consolas. A finales de los años 2010, Microsoft comenzó a combinar su servicio de paga estándar anterirmente conocido como Xbox Live Gold con Xbox Game Pass, que además de dar soporte a los servicios de juegos multijugador online y soporte de matchmaking, brinda a los suscriptores una librería de juegos rotativos para jugar a través de sus consolas Xbox, en computadoras Windows y mediante la transmisión en la nube.

### Videojuegos
Entre las franquicias de videojuegos propiedad de Microsoft Gaming se incluyen Call of Duty, Minecraft, Halo, Warcraft, Diablo, StarCraft, Overwatch, The Elder Scrolls, Fallout, Crash Bandicoot, Spyro The Dragon, Banjo-Kazooie, Conker, Killer Instinct, Perfect Dark, Doom, Wolfenstein, Quake, Dishonored, State of Decay, Pillars of Eternity, Wasteland, Battletoads, King Quest, Pitfall, Hellblade, The Evil Within, Fable, Gears of War, Forza, Guitar Hero, Tony Hawk's, Skylanders', Microsoft Flight Simulator, Age of Empires, Candy Crush, entre otros.

## Ejecutivas
| Role                                               | Nombre            | Detalles |
| -------------------------------------------------- | ----------------- | --- |
| CEO                                                | Phil Spencer      | Director ejecutivo de Microsoft Gaming |
| Presidenta de Xbox                                 | Sarah Bond        | Directora de todas las operaciones de Xbox                                                                                                  |
| Director de Operaciones                            | David McCarthy    | Liderando la integración de Activision Blizzard dentro de Microsoft Gaming                                                                  |
| Director Financiero                                | Tim Stuart        | Responsable de todos los proyectos dentro de Xbox, ZeniMax Media y Activision Blizzard y sus finanzas, incluidos los servicios Xbox Network |
| Vicepresidente corporativo y director de marketing | Jerret West       | Liderar el equipo de marketing de operaciones en Xbox y ZeniMax Media y supervisar la distribución de hardware y software de Xbox.          |
| Presidente de Juegos de Contenido y de Estudios    | Matt Booty        | Responsable de supervisar los juegos de Xbox Game Studios, ZeniMax Media y Activision Blizzard en todo el mundo.                            |
| Jefe de Xbox Game Studios                          | Alan Hartman      | Director ejecutivo de Xbox Game Studios |
| Director ejecutivo de ZeniMax Media                | Jamie Leder       | Director ejecutivo de ZeniMax Media |
| Vicepresidente de Activision Blizzard              | Thomas Tippl      | Director ejecutivo de Activision Blizzard                                                                                                   |
| Presidente de Activision Publishing                | Rob Kostich       | Director ejecutivo de Activision Publishing                                                                                                 |
| Presidenta de Blizzard Entertainment               | Johanna Faries    | Directora ejecutiva de Blizzard Entertainment                                                                                               |
| Presidente de King                                 | Tjodolf Sommestad | Director ejecutivo de King |

### Segmentos de negocio y estrategia.
El enfoque de Microsoft Gaming hacia la industria de los videojuegos se distingue por su dedicación a la accesibilidad y la diversidad. La compañía publica juegos para plataformas móviles, PC y Xbox en un esfuerzo por atender una amplia gama de preferencias de juego y atraer a una audiencia más amplia. Un componente clave del enfoque de Microsoft Gaming es el programa de membresía Xbox Game Pass. Este servicio enfatiza el avance hacia una plataforma centrada en el contenido al proporcionar una serie de bibliotecas de juegos por un cargo mensual. El director financiero (CFO) de Microsoft Gaming, Tim Stuart, ha declarado que la compañía dejó de compartir la cantidad de consolas vendidas en 2016 porque estaba más interesada en aumentar el gasto, el contenido y los servicios de los clientes.

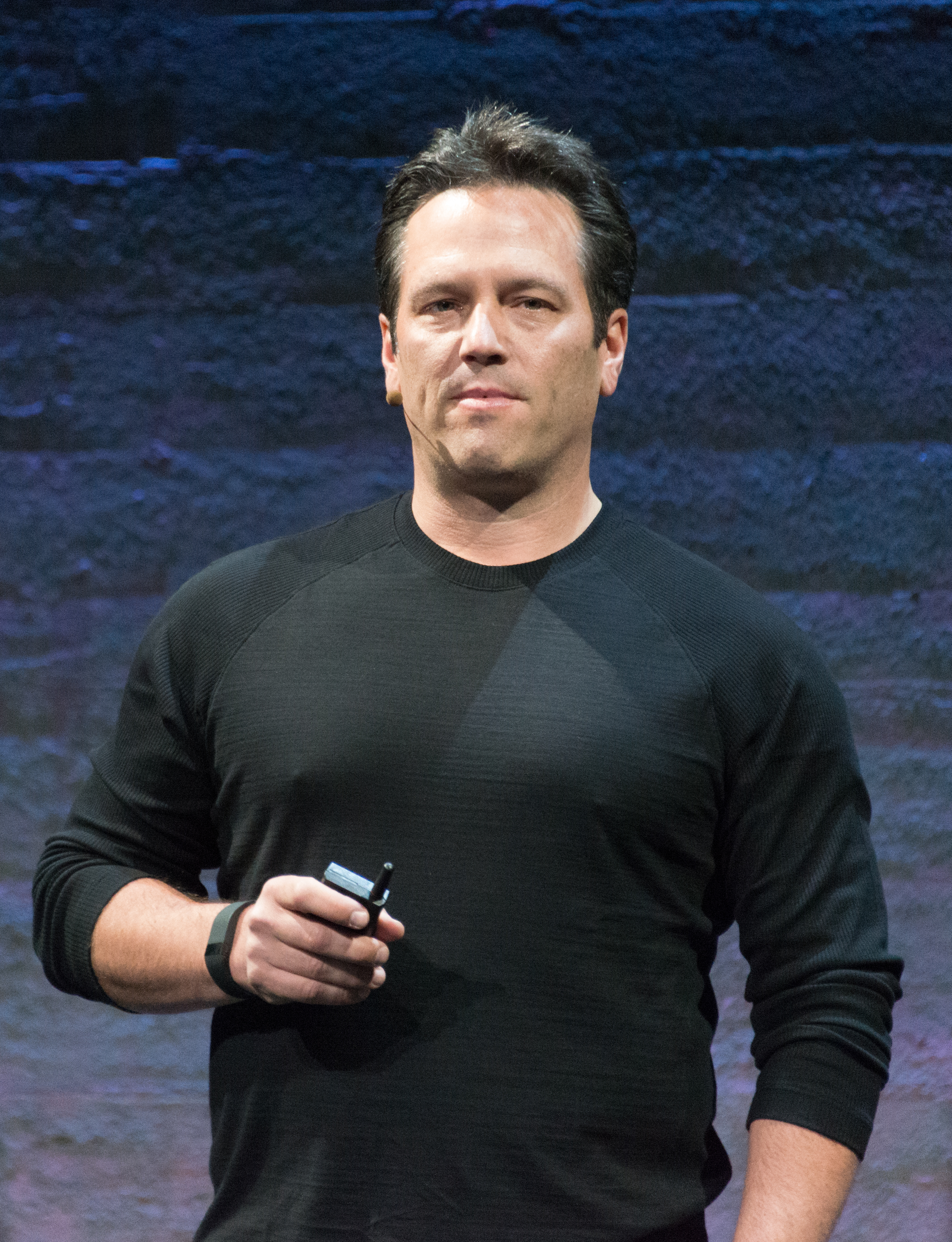
Phil Spencer se ha desempeñado como director ejecutivo de Microsoft Gaming desde 2022.

Según Phil Spencer, su visión para Xbox siempre ha sido alejar la marca de estar centrada en las consolas y convertirla en una plataforma centrada en el contenido donde la interacción del jugador se valora más que las ventas de consolas por sí solas. Phil Spencer expresó su opinión y dijo que la verdadera medida del éxito de la industria no es cuántas consolas se venden, sino cuántos jugadores juegan y disfrutan activamente de los juegos que compran y cómo eligen interactuar con ellos.

#### Desarrollo y publicación de juegos.
Después de Tencent y Sony, Microsoft Gaming es el tercer editor de videojuegos más grande del mercado en octubre de 2023. Activision Blizzard, que consta de Activision, Blizzard Entertainment y King, ZeniMax Media (a través de Bethesda Softworks) y Xbox Game Studios son los tres mayores editores de videojuegos propiedad de Microsoft Gaming.  Además, Microsoft Gaming utiliza Xbox Game Developers Publishing para publicar juegos de terceros e ID@Xbox para ayudar a los desarrolladores de videojuegos independientes a autoeditar sus propios títulos. Desde que Microsoft entró por primera vez en la industria de los videojuegos en 2001, Sony ha sido visto como su principal rival. Sin embargo, Microsoft Gaming ha dicho que las grandes empresas tecnológicas, como Apple, Google y Amazon, son sus principales rivales.

## Filiales y estudios actuales
| Microsoft Gaming | Microsoft Gaming | Microsoft Gaming |
| Xbox Game Studios | ZeniMax Media | Activision Blizzard |
| --- | --- | --- |
| - Compulsion Games - Double Fine - Halo Studios - inXile Entertainment - Mojang Studios - Ninja Theory - Obsidian Entertainment - Playground Games - Rare - The Coalition - Turn 10 Studios - Undead Labs - World's Edge - Xbox Game Studios Publishing | - Arkane Studios - Bethesda Softworks - Bethesda Game Studios - id Software - MachineGames - ZeniMax Online Studios | Activision Publishing - Activision Shanghai Studio - Beenox - Demonware - Digital Legends Entertainment - Elsewhere Entertainment - High Moon Studios - Infinity Ward - Radical Entertainment - Raven Software - Sledgehammer Games - Solid State Studios - Treyarch Blizzard Entertainment - Blizzard Albany - Proletariat King Major League Gaming Activision Blizzard Studios |

## Antiguos
| Nombre            | Sede                                     | Fundado | Adquirido | Juegos desarrollados                                                                    | Destino                                      |
| ----------------- | ---------------------------------------- | ------- | --------- | --------------------------------------------------------------------------------------- | -------------------------------------------- |
| Alpha Dog Games   | Nueva Escocia, Canadá                    | 2012    | 2021      | Wraithborne, MonstroCity: Rampage, Mighty DOOM                                          | Cerrado en 2024                              |
| Arkane Austin     | Austin, Texas, Estados Unidos            | 2006    | 2021      | Prey, Redfall                                                                           | Cerrado en 2024                              |
| Roudhouse Studios | Madison, Wisconsin, Estados Unidos       | 2019    | 2021      | Proyectos jamas anunciados                                                              | Fusionado en 2024 con ZeniMax Online Studios |
| Tango Gameworks   | Tokio, Japón                             | 2010    | 2021      | The Evil Within, Ghostwire: Tokyo, Hi-Fi Rush                                           | Vendido en 2024 a Krafton                    |
| The Initiative    | Santa Mónica, California, Estados Unidos | 2018    | –         | Reboot de Perfect Dark                                                                  | Cerrado en 2025                              |
| Toys for Bob      | Novato, California, Estados Unidos       | 1989    | 2023      | Franqucia de Crash Bandicoot, Franquicia de Spyro: The Dragon, Franquicia de Skylanders | Se independizó en 2024                       |